# Rinspeed
Rinspeed – szwajcarskie przedsiębiorstwo branży motoryzacyjnej zajmujące się produkcją samochodów i licznych prototypów oraz tuningiem, z siedzibą w Zumikon, w kantonie Zurych. Przedsiębiorstwo założone zostało w 1979 roku przez Franka Rinderknechta. Na corocznym Międzynarodowym Salonie Samochodowym w Genewie firma prezentuje stworzony specjalnie na tę okazję samochód koncepcyjny.

## Modele koncepcyjne
- Rinspeed Roadster (1995)
- Rinspeed Yello Talbo (1996)
- Rinspeed Mono Ego (1997)
- Rinspeed E-GO Rocket (1998)
- Rinspeed X-Trem (1999)
- Rinspeed Tatooo.com (2000)
- Rinspeed Advantige R one (2001)
- Rinspeed Presto (2002)
- Rinspeed Bedouin (2003)
- Rinspeed Splash (2004)
- Rinspeed Senso (2005)
- Rinspeed zaZen (2006)
- Rinspeed eXasis (2007)
- Rinspeed sQuba (2008)
- Rinspeed iChange (2009)
- Rinspeed UC (2010)
- Rinspeed BamBoo (2011)
- Rinspeed Dock+Go (2012)